# Атет Віджоно
Атет Віджоно (нар. 11 березня 1951) — колишній індонезійський тенісист. Чемпіон Азійських ігор 1978 року в одиночому розряді та команді. Здобув 1 парний титул турів ITF ATP.

## Фінали Гран-прі за кар'єру

### Парний розряд: 1 (1–0)
| Результат | В-П | Дата     | Турнір             | Покриття | Партнер        | Суперники                       | Рахунок       |
| --------- | --- | -------- | ------------------ | -------- | -------------- | ------------------------------- | ------------- |
| Перемога  | 1–0 | Сер 1971 | Сенігаллія, Італія | Ґрунт    | Гондо Віджоджо | Еціо Ді Маттео Тоніно Цугареллі | 7–5, 3–6, 7–5 |